# Astieridiscus
Astieridiscus es una amonita extinta del Cretácico inferior. Su caparazón evoluta, cubierto por nervios densos, simples o ramificados, ligeramente flexuosos. Los lados están ligeramente aplanados, y la zona ventral es redondeada. Sin tubérculos umbilicales u otros, excepto en el verticilo más interno. Superficialmente se parece a Olcostephanus.